# 木曾川車站
木曾川車站（日语：／ Kisogawa eki */?）是由東海旅客鐵道（JR東海）所經營的鐵路車站，位於日本愛知縣一宮市木曾川町。本站是東海道本線沿線的車站，站內設有綠窗口。
此站雖然是一宮市木曾川町地區（在平成大合併之前原稱木曾川町）的主要車站，但有別於一般車站名稱都以所在地地名作為命名參考，本站的站名源自於流經車站北方一段距離處的木曾川，而非行政區的名字。相反的，行政區的名字在1910年進行重劃時，根據境內的木曾川車站之名，從原本的黑田町改名為木曾川町，是一個地名根據車站名為參考的特殊案例。

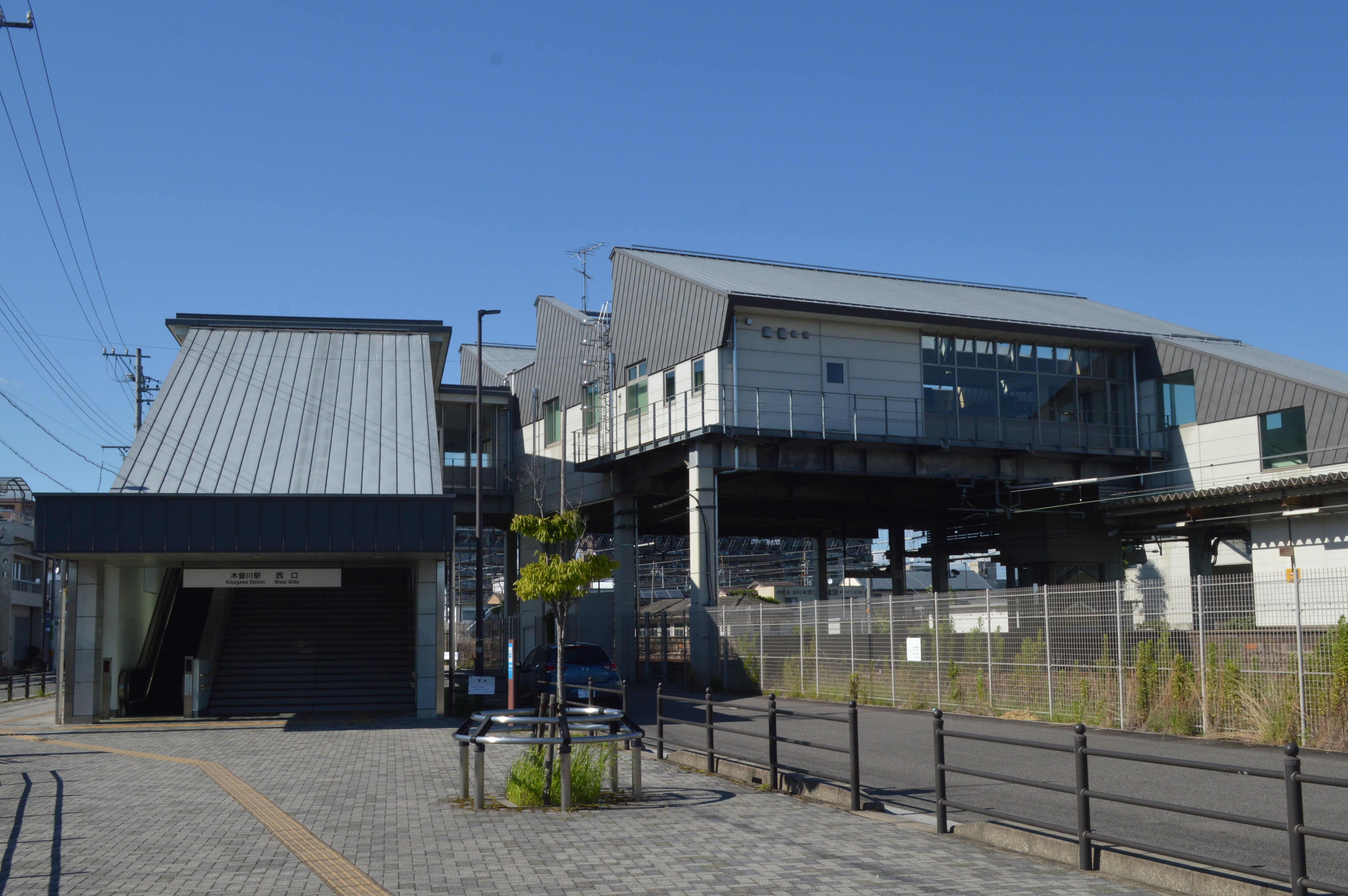
西口(2023年7月)

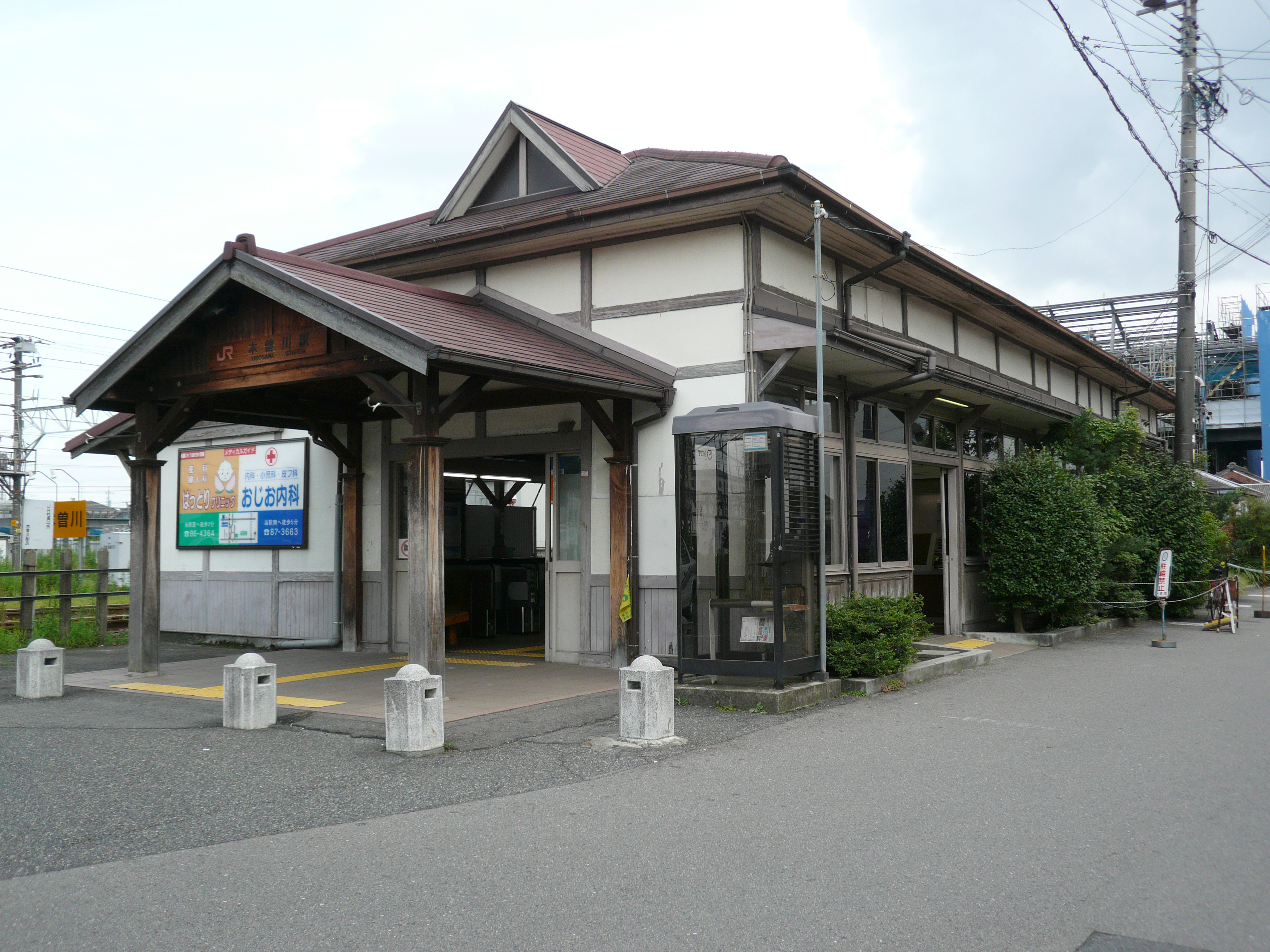
舊站房(2008年2月)

## 車站結構

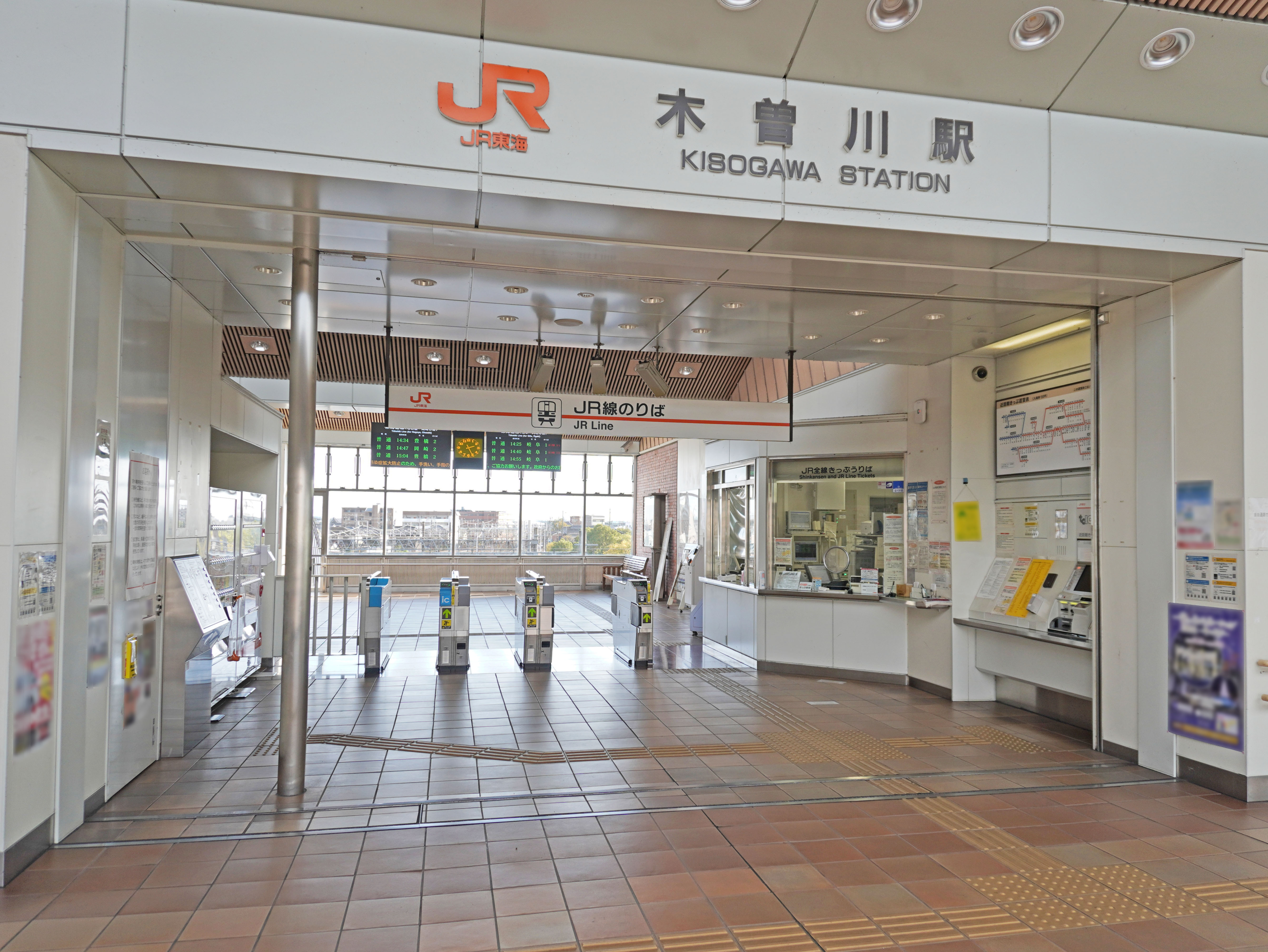
驗票口(2022年11月)

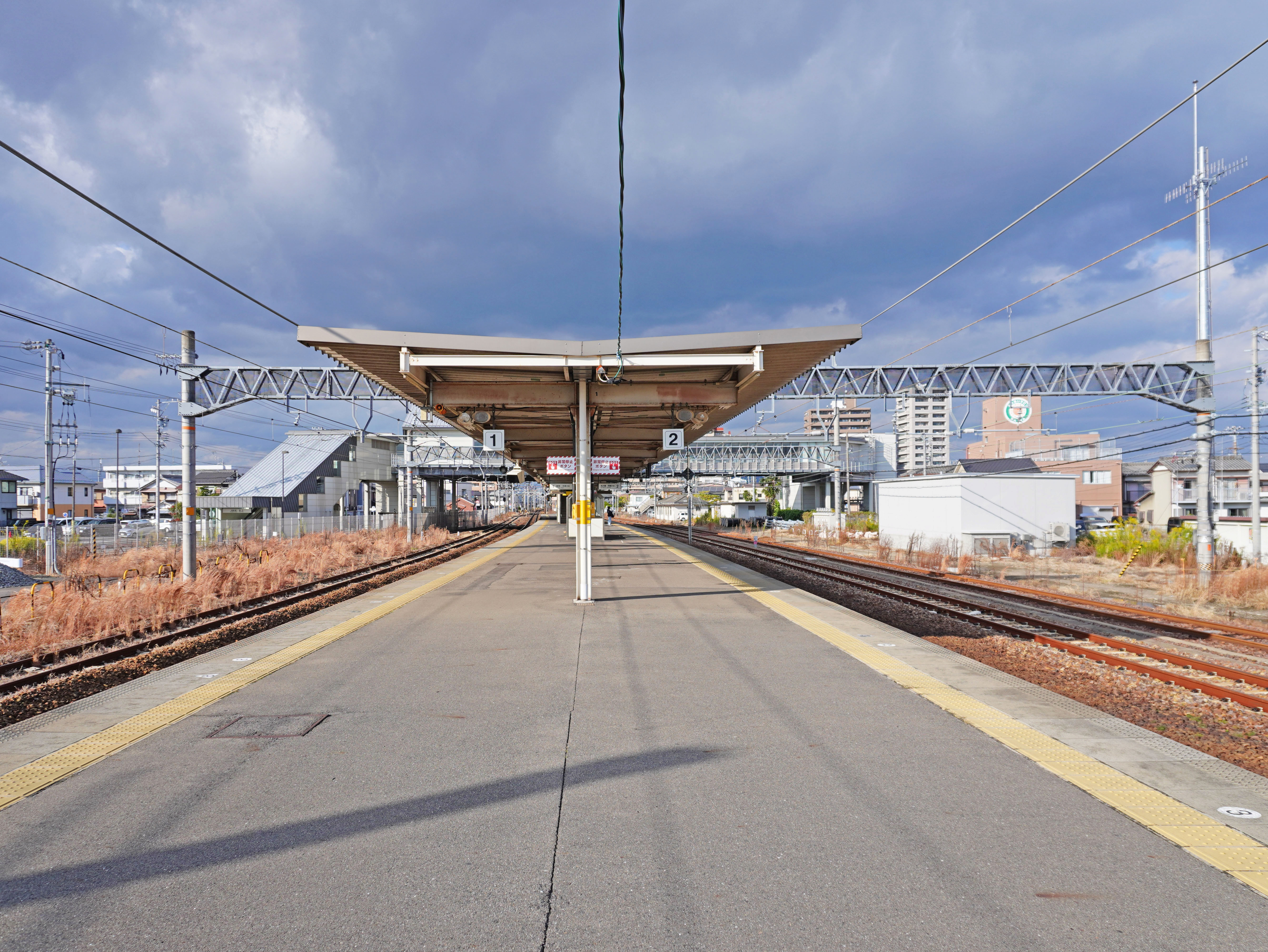
月台(2022年11月)

本站為島式月台1面2線的地面車站，2008年4月12日，現時使用中的跨站式站房完工。

### 月台配置
| 月台 | 路線       | 方向 | 目的地           |
| ---- | ---------- | ---- | ---------------- |
| 1    | 東海道本線 | 下行 | 岐阜、大垣方向   |
| 2    | 東海道本線 | 上行 | 名古屋、岡崎方向 |

## 相鄰車站
東海旅客鐵道
 東海道本線
■特別快速、■新快速、■快速、■區間快速
通過
■普通
尾張一宮（CA72）－木曾川（CA73）－岐阜（CA74）

### 來源
1. 1 2  駅構内の案内表記。これらはJR東海公式サイトの各駅の時刻表 （页面存档备份，存于）で参照可能（駅掲示用時刻表のPDFが使われているため。2015年1月現在）。

## 外部連結
- 木曾川 - 東海旅客鐵道